# Elena Cattaneo
Elena Cattaneo (née le 22 octobre 1962 à Paladina) est une neurobiolologiste et personnalité politique italienne, sénatrice à vie de la République italienne depuis le 30 août 2013.

## Biographie
Après un diplôme en pharmacie de l'Université de Milan suivi d'un doctorat, Elena Cattaneo passe trois ans aux États-Unis, à Boston, où elle se spécialise au M.I.T. De retour en Italie, elle entreprend une carrière à l'Université d'État de Milan.
Elle est la directrice du laboratoire de Stem Cell Biology and Pharmacology of Neurodegenerative Disease qui participe, en collaboration avec 15 autres laboratoires de recherche au projet européen NeuroStemcell. Elle en est la coordinatrice.
Elena Cattaneo est intervenue plusieurs fois, dans le débat public sur la connexion entre l’éthique et le progrès scientifique, prenant position en faveur de la liberté de la recherche scientifique. En particulier, elle s'est exprimée contre l'interdiction d'utiliser, dans l'activité de la recherche, des cellules souches embryonnaires.
Ses recherches portent sur les maladies neurodégénératives et, surtout, sur la maladie de Huntington. Elle fait aussi de la vulgarisation scientifique.

## Sénateur à vie
Le 30 août 2013, Elena Cattaneo est nommée sénatrice à vie par le président Giorgio Napolitano en même temps que Claudio Abbado, Renzo Piano et Carlo Rubbia.
Elle est la troisième femme en Italie à recevoir ce titre, après Camilla Ravera et Rita Levi-Montalcini.

## Décorations
4e classe / Officier : Ufficiale Ordine al Merito della Repubblica Italiana, proposée par le Président de la République, 23 février 2006

## Source de la traduction
- (it) Cet article est partiellement ou en totalité issu de l’article de Wikipédia en italien intitulé « Elena Cattaneo » (voir la liste des auteurs).